# Cyprinodon bovinus
Cyprinodon bovinus là một loài cá thuộc họ Cyprinodontidae. Nó là loài đặc hữu của Hoa Kỳ.

#### Index
- Thể loại: Cyprinodon (Pupfish)